# Station Heumen
Station Heumen is een voormalig spoorwegstation aan de Maaslijn, de spoorlijn van Nijmegen naar Venlo. De halte, net ten oosten van de spoorbrug over de Maas, werd geopend in 1885 en in 1891 alweer gesloten. Aan de oostzijde van de brug stond een wachtpost met nummer 19.
Het station lag niet in de gemeente Heumen maar in de gemeente Mook en Middelaar tussen Mook en Molenhoek in aan de spoorbrug over de Maas en op slechts 1 kilometer afstand van station Mook-Middelaar.
17: Nijmegen ·
19: Nijmegen Heyendaal ·
26: Mook-Molenhoek ·
28: Heumen ·
Linden-Katwijk ·
31: Cuijk ·
35: Kruispunt Beugen ·
38: Beugen-Rijkevoort ·
42: Boxmeer ·
Sambeek ·
Vortum ·
46: Vierlingsbeek ·
Maashees-Smakt ·
56: Venray ·
Oirlo-Castenraij ·
63: Meerlo-Tienray ·
69: Lottum ·
71: Grubbenvorst ·
77: Blerick ·
78: Venlo
Beek-Elsloo ·
Blerick · 
Bunde · 
Chevremont · 
Echt ·
Eijsden ·
Eygelshoven ·
-Markt · 
Geleen:
-Lutterade · 
-Oost · 
Heerlen ·
-Woonboulevard ·
Hoensbroek · 
Horst-Sevenum · 
Houthem-Sint Gerlach · 
Kerkrade Centrum ·
Klimmen-Ransdaal · 
Landgraaf · 
Maastricht ·
-Noord · 
-Randwyck · 
Meerssen ·
Mook-Molenhoek ·
Nuth · 
Reuver · 
Roermond ·
Schin op Geul · 
Schinnen · 
Sittard · 
Spaubeek · 
Susteren · 
Swalmen · 
Tegelen · 
Valkenburg · 
Venlo · 
Venray ·
Voerendaal · 
Weert
Voormalige stations: zie de lijst van voormalige spoorwegstations in Limburg (Nederland)